# Bernard Desjean, Baron de Pointis
Bernard DesJean, Barón de Pointis (nacido como Jean-Bernard Louis de Saint-Jean, el 7 de octubre de 1645 en Vouvray, Francia, 24 de abril de 1707) fue un militar y comandante de la armada Francesa, además de corsario, que participó en la guerra de Liga de Augsburgo y en la guerra de sucesión española.

## Reseña biográfica
Pointis tomó parte en las operaciones navales bajo el mando de Duquesne, como el bombardeo de Argelia y la acción punitiva contra Génova. En 1690 combatió, esta vez bajo el mando de Tourville, en la Batalla de Beachy Head.
En 1693 se volvió jefe de escuadra.
En 1697 fue el jefe de su principal expedición, el ataque a Cartagena. El ataque fue tan exitoso, que lo volvió inmensamente rico y muy apreciado por el rey Luis XIV.
En 1702, después de la muerte de Jean Bart, Pointis fue designado cabeza de los corsarios dunkerqueses, pero pronto fue reemplazado por Marc-Antoine de Saint-Pol Hécourt, por falta de iniciativa.
Su última expedición, fue un intento de ataque a Gibraltar por mar, durante el duodécimo Sitio de Gibraltar, pero fue derrotado por John Leake en la batalla de Punta Cabrita. Después de esta batalla, Pointis se retiró del servicio activo.
Publicó el manuscrito Relation de l'expédition de Carthègene faite par les François en 1697.

## Leyenda de la Espada de Pointis
Se dice que durante el ataque a Cartagena en 1697, Pointis se enfrentó a Don Sancho Jimeno, castellano del fuerte de San Luis de Bocachica, quien se negó a rendirse, pese a haber sido abandonado por sus hombres y estar frente a una fuerza enorme de barcos, solados y piratas. Para no entregar formalmente el castillo, Don Sancho Jimeno rompió su espada y fue capturado. Cuando fue llevado donde Pointis, este, admirado por su valentía le regaló su propia espada en reconocimiento. 
Don Sancho Jimeno, cuenta la leyenda, se sentía incómodo con la dicha espada.  Fue donde el Obispo de Cartagena de Indias el doctor Antonio Benavides y Piedrola, entregándosela para que él hiciera con ella lo que conviniera.  El Obispo la bendijo y se la colocó en las manos de la estatua de Santa Catalina, la cual reposa en el altar mayor de la Catedral de Cartagena de Indias.